# Валекрозија
Валекрозија (итал. Vallecrosia) је насеље у Италији у округу Империја, региону Лигурија.
Према процени из 2011. у насељу је живело 6024 становника. Насеље се налази на надморској висини од 12 м.

## Становништво
| 1931. | 1936. | 1951. | 1961. | 1971. | 1981. | 1991. | 2001. | 2011. |
| ----- | ----- | ----- | ----- | ----- | ----- | ----- | ----- | ----- |
| 2.302 | 2.328 | 2.568 | 3.677 | 7.406 | 7.832 | 7.464 | 7.182 | 7.032 |